# Colonnata
Colonnata ist eine Fraktion (italienisch frazione) der Gemeinde Carrara in der Provinz Massa-Carrara, Region Toskana. Die Ortschaft liegt in den Apuanischen Alpen auf einer Höhe von 532 Metern.
Der Ort, der im Jahre 2001 295 Bewohner zählte, schließt eine Schlucht oberhalb von Carrara ab, durch die der Fluss Carrione fließt. Colonnata ist nur auf einer einzigen Straße, über zahlreiche Serpentinen, erreichbar.
Der Ort gilt als eines der bekanntesten und ursprünglichsten Steinbruch-Arbeiterdörfer im Raum von Carrara.

## Geschichte
Colonnata wurde um 40 n. Chr. zur Gewinnung von Marmor gegründet. Der Überlieferung zufolge geht der Name „Colonnata“ auf eine Kolonie von Sklaven zurück, die von den Römern in den Marmorbrüchen eingesetzt wurden. Die Existenz einer solchen Kolonie ist durch zahlreiche historische und archäologische Zeugnisse belegt.
Das Städtchen ist ein Ort der Steinbrucharbeiter, der über dem Talbecken Bacino di Fantiscritti liegt, in dem Carrara-Marmor gebrochen wird. In der Nähe von Colonnata werden vor allem die Carrara-Marmorsorten Venato, Arabescato, Bardiglio und auch Statuario, der Bildhauerstein, abgebaut.
Colonnata hatte eine Verladestation für Rohblöcke aus Carrara-Marmor, die von der Carrara-Marmorbahn bedient wurden, die von August 1876 bis zu ihrem Ende im Februar 1969 betrieben wurde. Nach dem Betriebsende erfolgte der Marmor-Transport mit LKWs.

## Sehenswürdigkeiten
Inmitten der Marmorsteinbrüche von Massa gelegen, prägt das dort reichlich vorhandene Baumaterial das Ortsbild Colonnatas. Gebäude, Plätze, Fußgängerwege und Denkmäler sind aus Marmor errichtet. Zahlreiche Privathäuser sind unverputzt und zeigen Fassadenelemente aus Carrara-Marmor.
- Sehenswert ist das im Ort befindliche Marmordenkmal und der Friedhof für die verunglückten Steinbrucharbeiter.
- In der Kirche San Bartolomeo von Colonnata befindet sich ein Flachrelief in Marmor und Bronze, das zum Anlass des zwanzigsten Todestages von Papst Johannes XXIII. aufgestellt wurde.
- Die Piazza Palestro ist vollständig mit Marmorplatten bedeckt. Im Jahr 1957 wurde auf der Piazza ein Marmordenkmal des italienischen Freiheitshelden Giuseppe Mazzini errichtet.

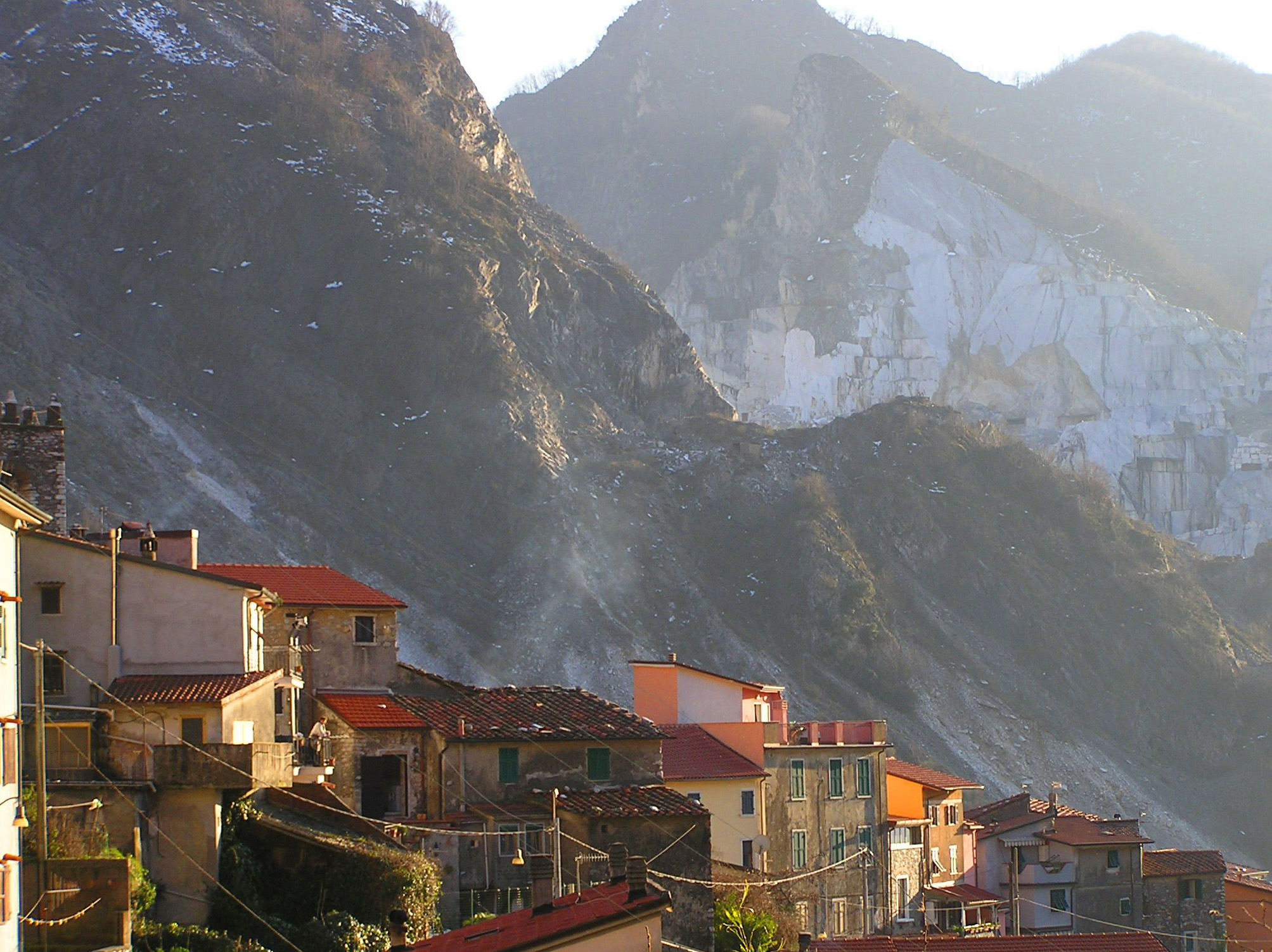
Colonnata und Marmor-Steinbrüche im Hintergrund
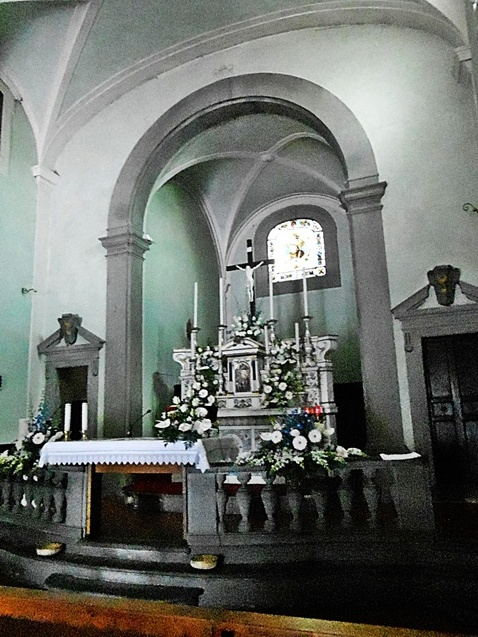
Altar in der Kirche San Romolo in Colonnata
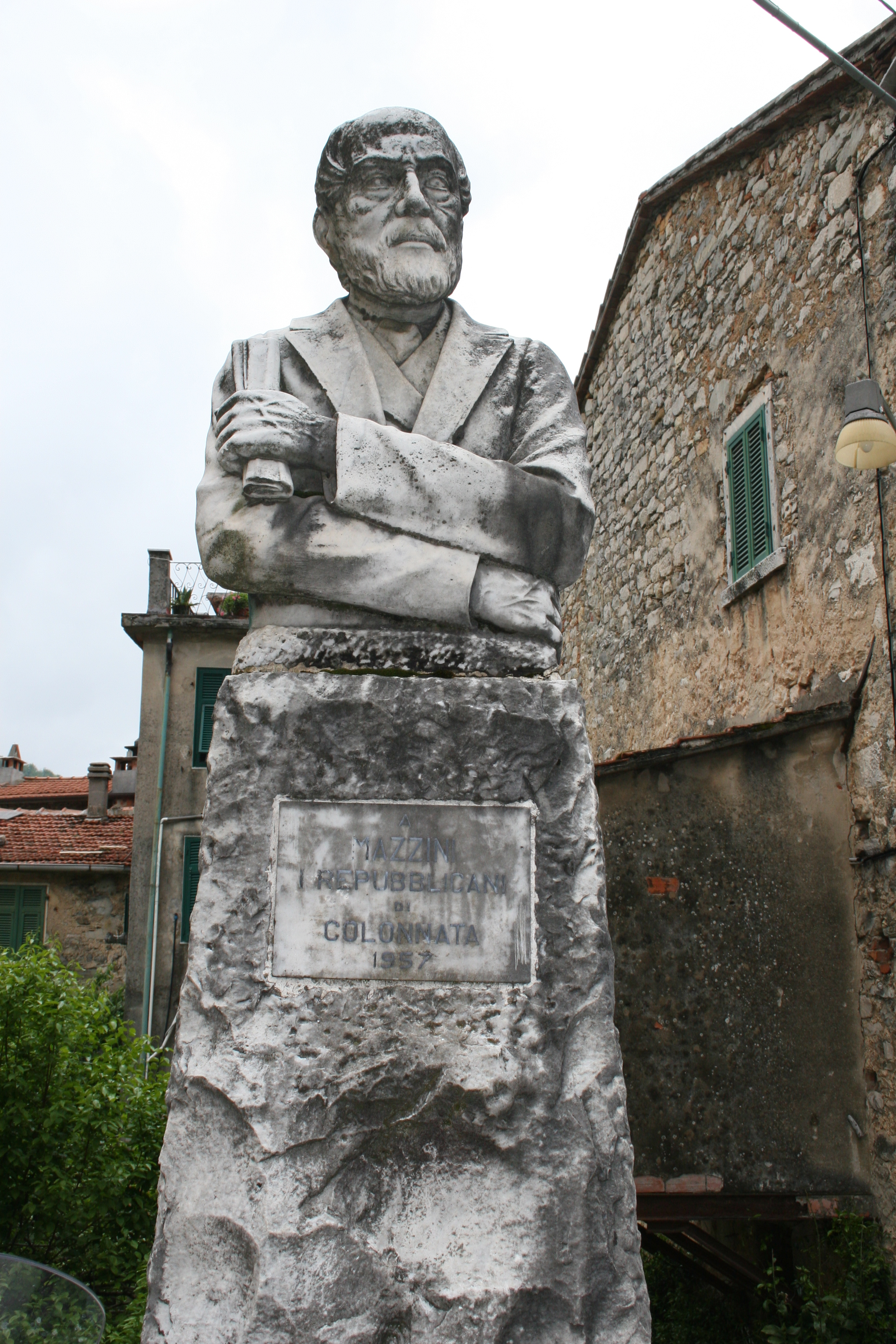
Giuseppe Mazzini auf dem Marktplatz von Colonnata, ein Freiheitskämpfer des Risorgimento
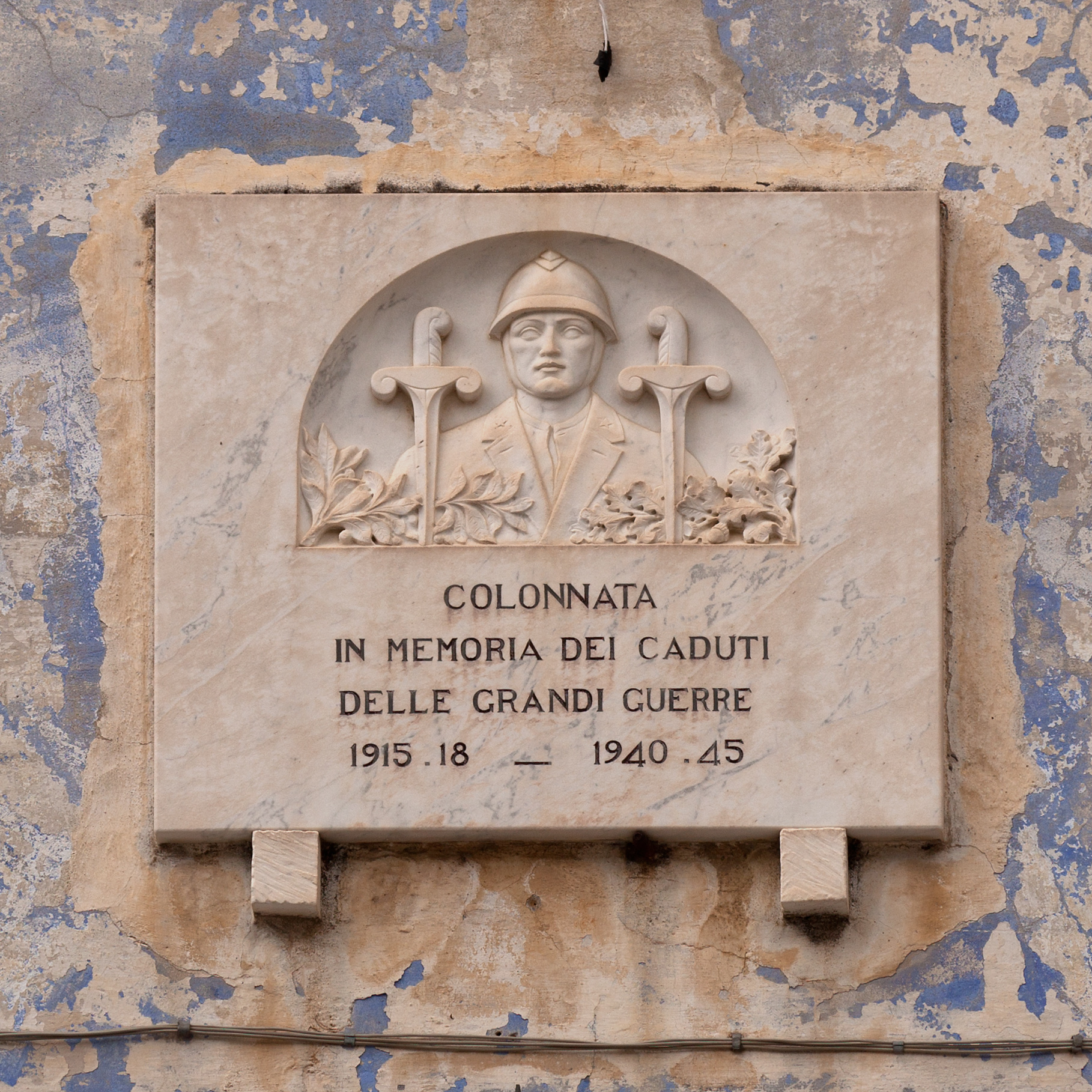
Denkmal für die im Widerstand gegen die Wehrmacht gefallenen Steinbrucharbeiter

## Lardo di Colonnata

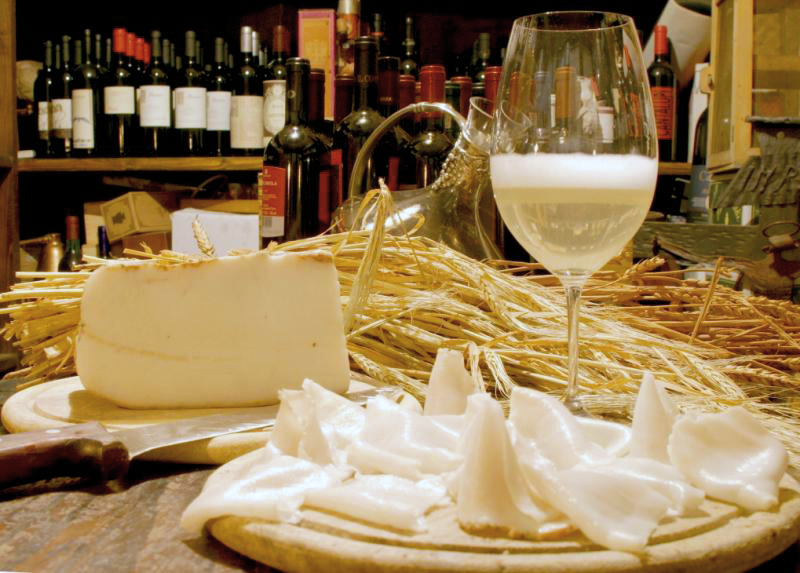
Geschnittener Lardo aus Colonnata im Vordergrund

Colonnata bieten Restaurants, Trattorien und kleinere Geschäfte, die Spezialität des Ortes, den Lardo aus Colonnata (Lardo di Colonnata) an. Dieser besonders gereifte, fette Speck reift in Marmorbecken ein halbes Jahr heran. Es ist durchaus möglich, dass in Colonnata bereits in der Römerzeit Verfahren zur Haltbarmachung von Schweinefleisch eingeführt wurden. Lardo di Colonnata war früher das Essen der Steinarbeiter, die energiereiches Essen für ihre harte Arbeit benötigten. Heute ist es eine Spezialität.

## Bergdorf Vergheto

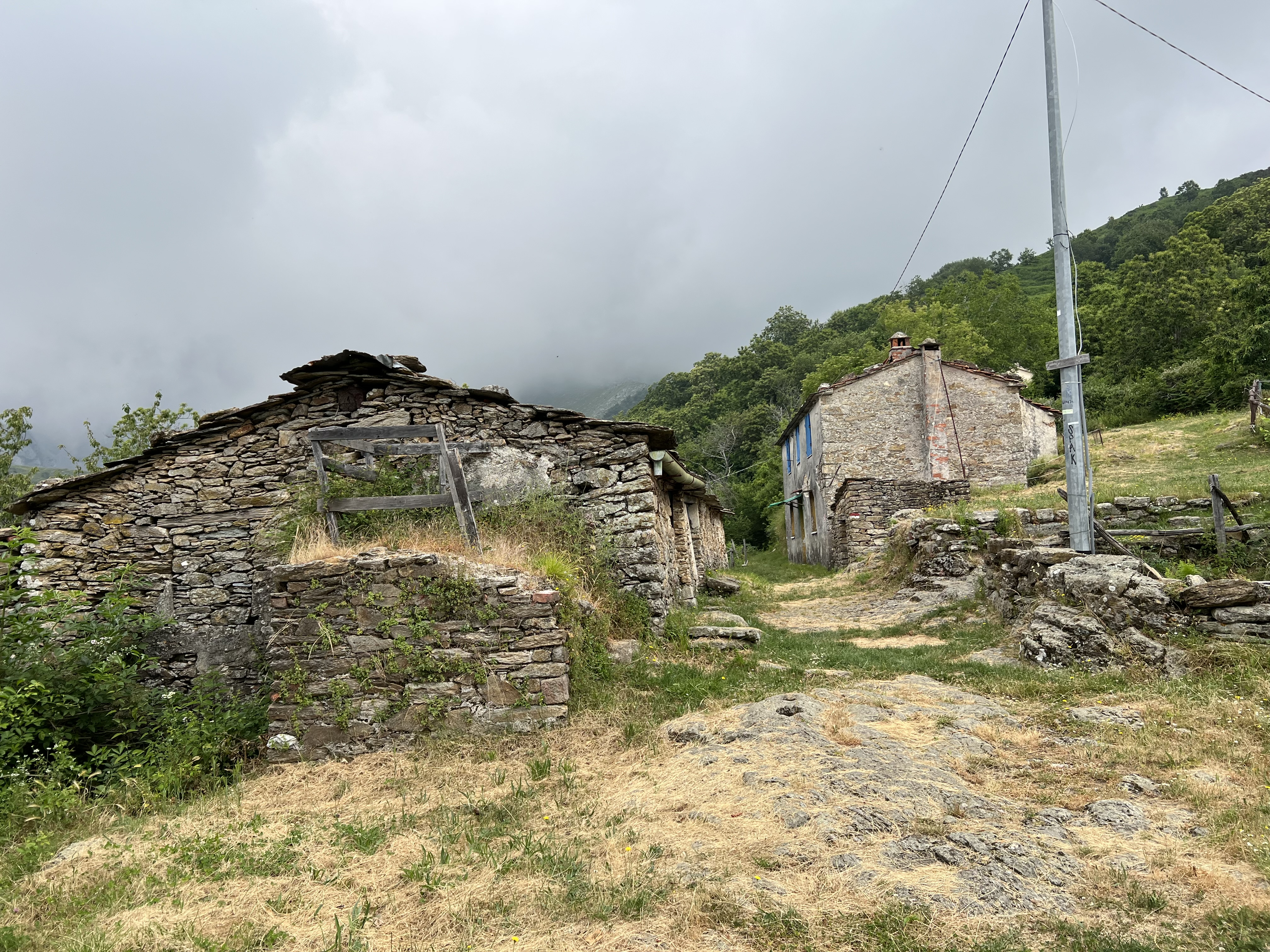
Bergdorf Vergheto

Nordöstlich von Colonnata, 1,5 km vom Ort entfernt, liegt auf 840 m Höhe das verlassene Bergdörfchen Vergheto (⊙). Einstmals von Steinbrucharbeitern in den Sommermonaten bewohnt, bietet sich von dort ein beeindruckender Panorama-Ausblick über die umliegenden Berge und Marmorsteinbrüche. Nach Vergheto und in die Bergwelt der Marmorfelsen führt ein mit 38 markierter Wanderweg, der von Vergheto bis zu einer kleinen Abzweigung nach links führt, wo der markierte Wanderweg 195 beginnt. Zunächst ist der Weg unschwer zu gehen, anschließend kommt man an einer kleinen Quelle eines Gebirgsflusses vorbei, von dort geht es stetig bergan. Man kommt auf den Cima del Vergheto (837 m hoch), danach auf den Cima d’Uomo (968 m hoch). Geht man weiter am La Bandita vorbei, gelangt man wieder hinunter nach Collonata. Der Weg erfordert ca. 3 bis 4 Stunden Zeit, ist anspruchsvoll und es sind feste Schuhe, besser noch Wanderschuhe erforderlich. Der Abstieg ist anstrengend, aber für diese unvergessliche Aussicht auf die Marmorsteinbrüche lohnend.